# Thomas Verhaar
Thomas Verhaar (Rotterdam, 8 maart 1988) is een Nederlands voormalig voetballer en huidig voetbaltrainer die doorgaans speelde als rechtsbuiten. Tussen 2010 en 2023 was hij actief voor VOC, Houston Dutch Lions, Sparta Rotterdam, Ajax Cape Town, Excelsior, AFC en opnieuw VOC. Verhaar werd in 2022 aangesteld als assistent-trainer bij Excelsior.

## Clubcarrière
Verhaar speelde in de jeugdopleiding van Sparta Rotterdam en Willem II en in 2010 kwam de buitenspeler bij VOC Rotterdam terecht. Voor deze club speelde hij vier jaar. Deze drie jaar werden onderbroken doordat de aanvaller voor drie maanden verhuurd werd aan het Amerikaanse Houston Dutch Lions.
In de zomer van 2014 werd hij overgenomen door Sparta Rotterdam, uitkomend in de Eerste divisie. Hij debuteerde op 10 augustus. Op die dag won Sparta in eigen huis met 2–1 van FC Den Bosch. Verhaar begon in de basis, al werd hij gewisseld voor Giovanni Hiwat. Tijdens zijn tweede wedstrijd was hij trefzeker; op bezoek bij Achilles '29 begon hij opnieuw in de basis en maakte hij in de blessuretijd de 1–3, wat ook de einduitslag bleek te zijn. Verhaar won in het seizoen 2015/16 met Sparta Rotterdam de titel in Eerste divisie, waardoor de club uit Rotterdam-West na zes jaar terugkeerde in de Eredivisie.
Aan het einde van het seizoen 2017/18 degradeerde Sparta weer naar de Eerste divisie. Hier speelde Verhaar nog acht wedstrijden voor hij in januari 2019 verkaste naar Ajax Cape Town. Hij bleef een half jaar spelen bij deze club. In juni 2019 ging hij terug naar Rotterdam, deze keer naar Excelsior. Hier tekende hij voor twee seizoenen. Na twee seizoenen in de Eerste divisie met Excelsior stopte Verhaar als profvoetballer en hij ging voor AFC in de Tweede divisie spelen.
Hij bleef wel aan bij Excelsior, als assistent van hoofdtrainer Marinus Dijkhuizen. Aan het einde van het seizoen 2021/22 werd hij fulltime aangesteld in die functie. Hierdoor ging hij stoppen als speler van AFC en verkaste hij naar VOC. Een jaar later besloot hij definitief te stoppen als voetballer en zich te focussen op zijn taak als assistent-trainer van Excelsior. Wel sloot hij met ingang van het seizoen 2025/26 nog aan bij Steeds Hooger op momenten dat zijn werkzaamheden bij Excelsior het toe zouden laten.

## Clubstatistieken
| Seizoen | Club             | Competitie     | Competitie | Competitie | Beker | Beker | Internationaal | Internationaal | Nacompetitie | Nacompetitie | Totaal | Totaal |
| Seizoen | Club             | Competitie     | Wed.       | Dlp.       | Wed.  | Dlp.  | Wed.           | Dlp.           | Wed.         | Dlp.         | Wed.   | Dlp.   |
| ------- | ---------------- | -------------- | ---------- | ---------- | ----- | ----- | -------------- | -------------- | ------------ | ------------ | ------ | ------ |
| 2014/15 | Sparta Rotterdam | Eerste divisie | 36         | 7          | 2     | 1     | —              | —              | —            | —            | 38     | 8      |
| 2015/16 | Sparta Rotterdam | Eerste divisie | 33         | 24         | 1     | 2     | —              | —              | —            | —            | 34     | 26     |
| 2016/17 | Sparta Rotterdam | Eredivisie     | 26         | 5          | 3     | 2     | —              | —              | —            | —            | 29     | 7      |
| 2017/18 | Sparta Rotterdam | Eredivisie     | 14         | 0          | 1     | 0     | —              | —              | 4            | 0            | 19     | 0      |
| 2018/19 | Sparta Rotterdam | Eerste divisie | 8          | 0          | 1     | 0     | —              | —              | 0            | 0            | 9      | 0      |
| 2018/19 | Ajax Cape Town   | First Division | 12         | 5          | 0     | 0     | —              | —              | —            | —            | 12     | 5      |
| 2019/20 | Excelsior        | Eerste divisie | 24         | 3          | 2     | 2     | —              | —              | —            | —            | 26     | 5      |
| 2020/21 | Excelsior        | Eerste divisie | 14         | 0          | 3     | 0     | —              | —              | —            | —            | 17     | 0      |
| Totaal  | Totaal           | Totaal         | 167        | 44         | 13    | 7     | 0              | 0              | 4            | 0            | 184    | 51     |

## Erelijst
| Eerste divisie | 1 | 2015/16 |

## Trivia
In de zomer van 2018 deed Verhaar als eerste profvoetballer mee aan de televisiequiz De Slimste Mens. Sinds 2020 maakt Verhaar een wekelijkse podcast samen met collega-voetballers Bart Vriends en Maarten de Fockert, genaamd De Cor Potcast, een verwijzing naar voetbaltrainer Cor Pot.